# Marcos Covarrubias Villaseñor
Pour les articles homonymes, voir Covarrubias (homonymie) et Villaseñor.
Marcos Alberto Covarrubias Villaseñor, né le 2 juillet 1967 à Guadalajara, est un homme politique mexicain. Membre du Parti action nationale (PAN), il est gouverneur de l'État de Basse-Californie du Sud de 2011 à 2015,.